# Гультсфред (комуна)
Комуна Гультсфред (швед. Hultsfreds kommun) — адміністративно-територіальна одиниця місцевого самоврядування, що розташована в лені Кальмар у південно-східній Швеції.
Гультсфред 99-а за величиною території комуна Швеції. 
Адміністративний центр комуни — місто Гультсфред.

## Населення
Населення становить 13 510 чоловік (станом на вересень 2012 року). 
| Кількість населення комуни Гультсфред за 1970-2010 роки | Кількість населення комуни Гультсфред за 1970-2010 роки | Кількість населення комуни Гультсфред за 1970-2010 роки | Кількість населення комуни Гультсфред за 1970-2010 роки | Кількість населення комуни Гультсфред за 1970-2010 роки |
| ------------------------------------------------------- | ------------------------------------------------------- | ------------------------------------------------------- | ------------------------------------------------------- | ------------------------------------------------------- |
| Рік                                                     |                                                         |                                                         | Населення                                               |                                                         |
| 1970                                                    | 1970                                                    |                                                         | 19 550                                                  | 19 550                                                  |
| 1975                                                    | 1975                                                    |                                                         | 18 422                                                  | 18 422                                                  |
| 1980                                                    | 1980                                                    |                                                         | 17 794                                                  | 17 794                                                  |
| 1985                                                    | 1985                                                    |                                                         | 16 961                                                  | 16 961                                                  |
| 1990                                                    | 1990                                                    |                                                         | 17 020                                                  | 17 020                                                  |
| 1995                                                    | 1995                                                    |                                                         | 16 762                                                  | 16 762                                                  |
| 2000                                                    | 2000                                                    |                                                         | 15 163                                                  | 15 163                                                  |
| 2005                                                    | 2005                                                    |                                                         | 14 456                                                  | 14 456                                                  |
| 2010                                                    | 2010                                                    |                                                         | 13 696                                                  | 13 696                                                  |
| Джерело: SCB                                            |                                                         |                                                         |                                                         |                                                         |

## Населені пункти
Комуні підпорядковано 8 міських поселень (tätort) та сільські, більші з яких:
- Гультсфред (Hultsfred)
- Вірсерум (Virserum)
- Молілла (Målilla)
- Мерлунда (Mörlunda)
- Сільвердален (Silverdalen)
- Єрнфорсен (Järnforsen)
- Вена (Vena)
- Русенфорс (Rosenfors)

## Галерея

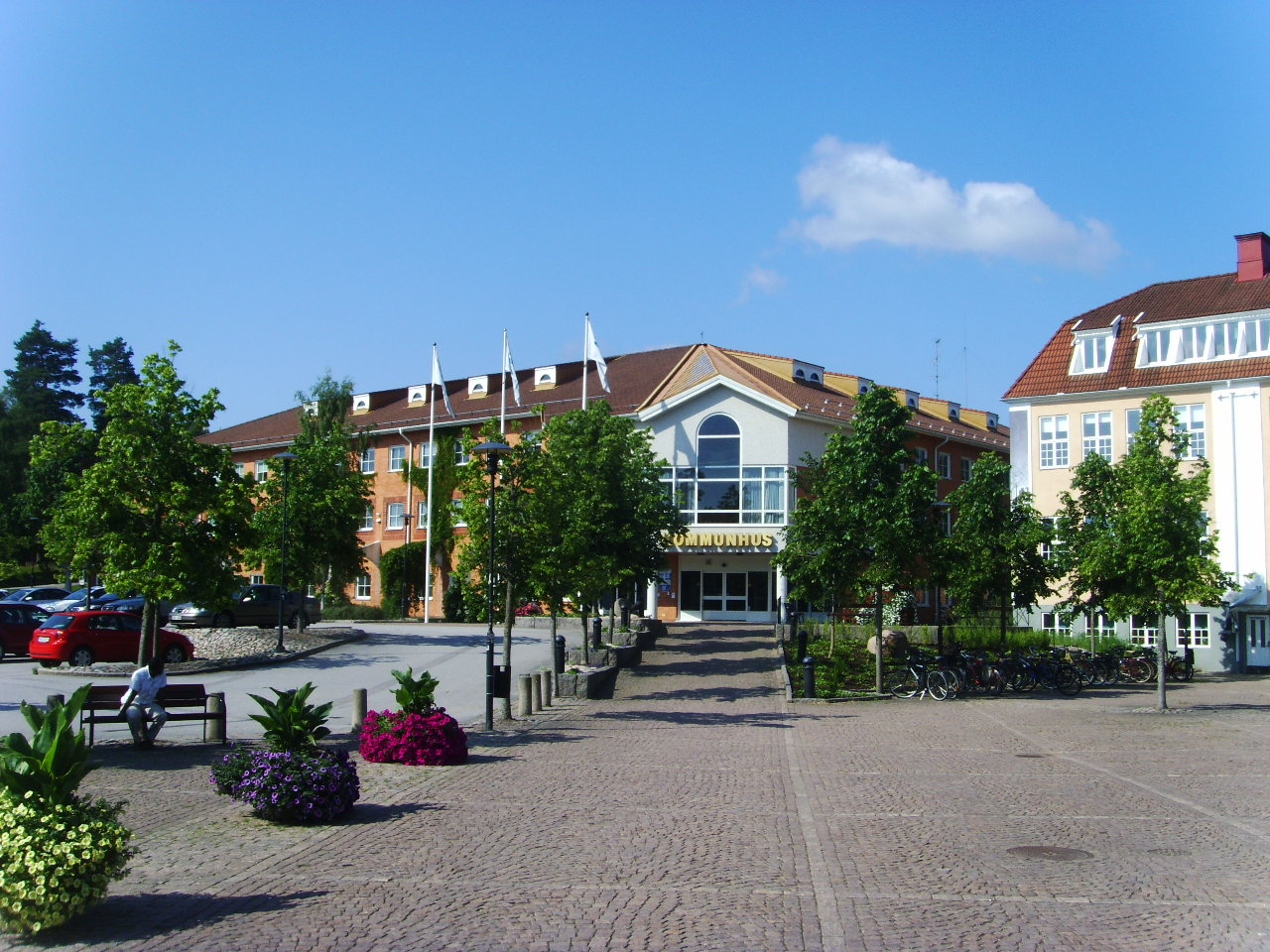
Управа комуни (Гультсфред)
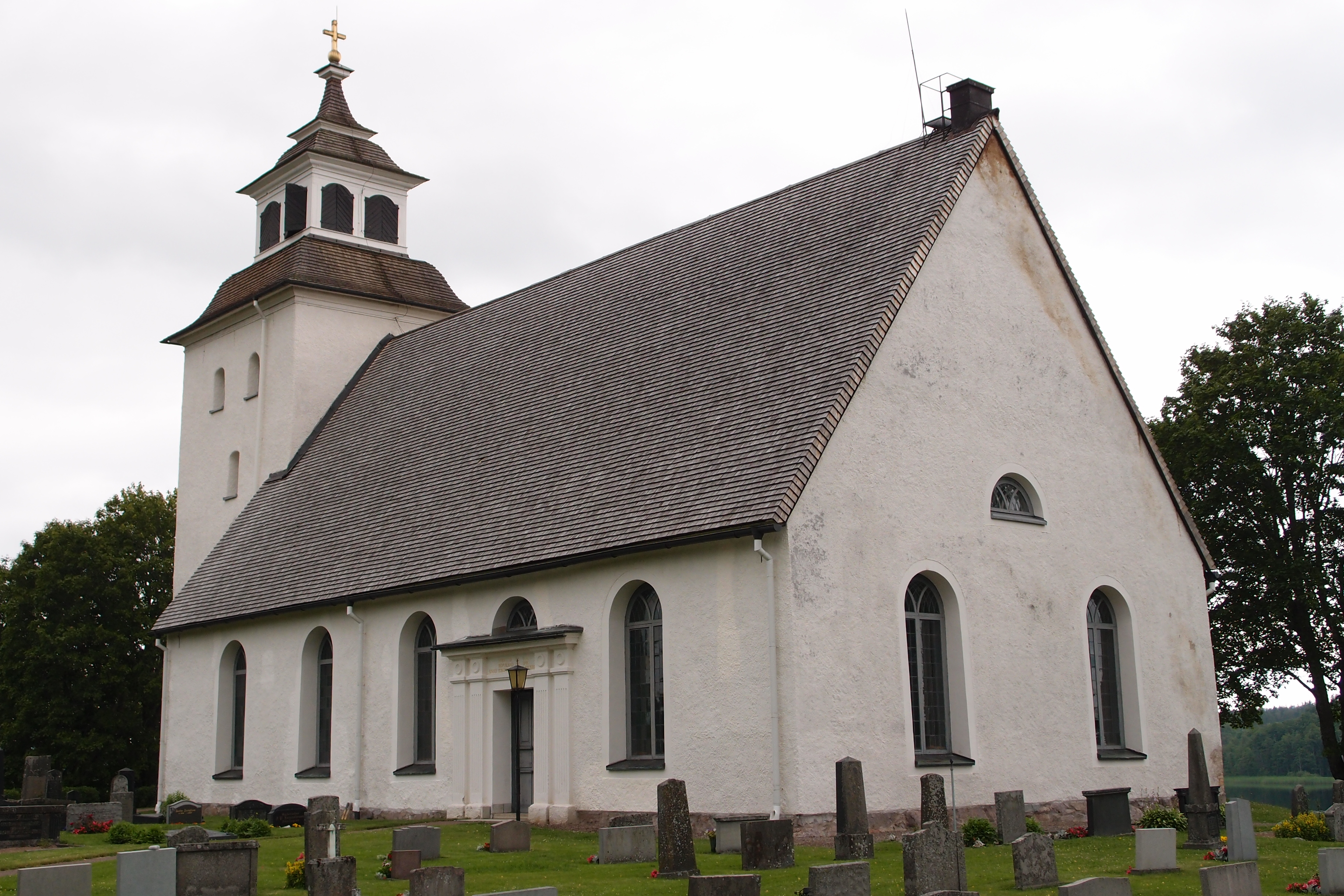
Церква (Єреда)
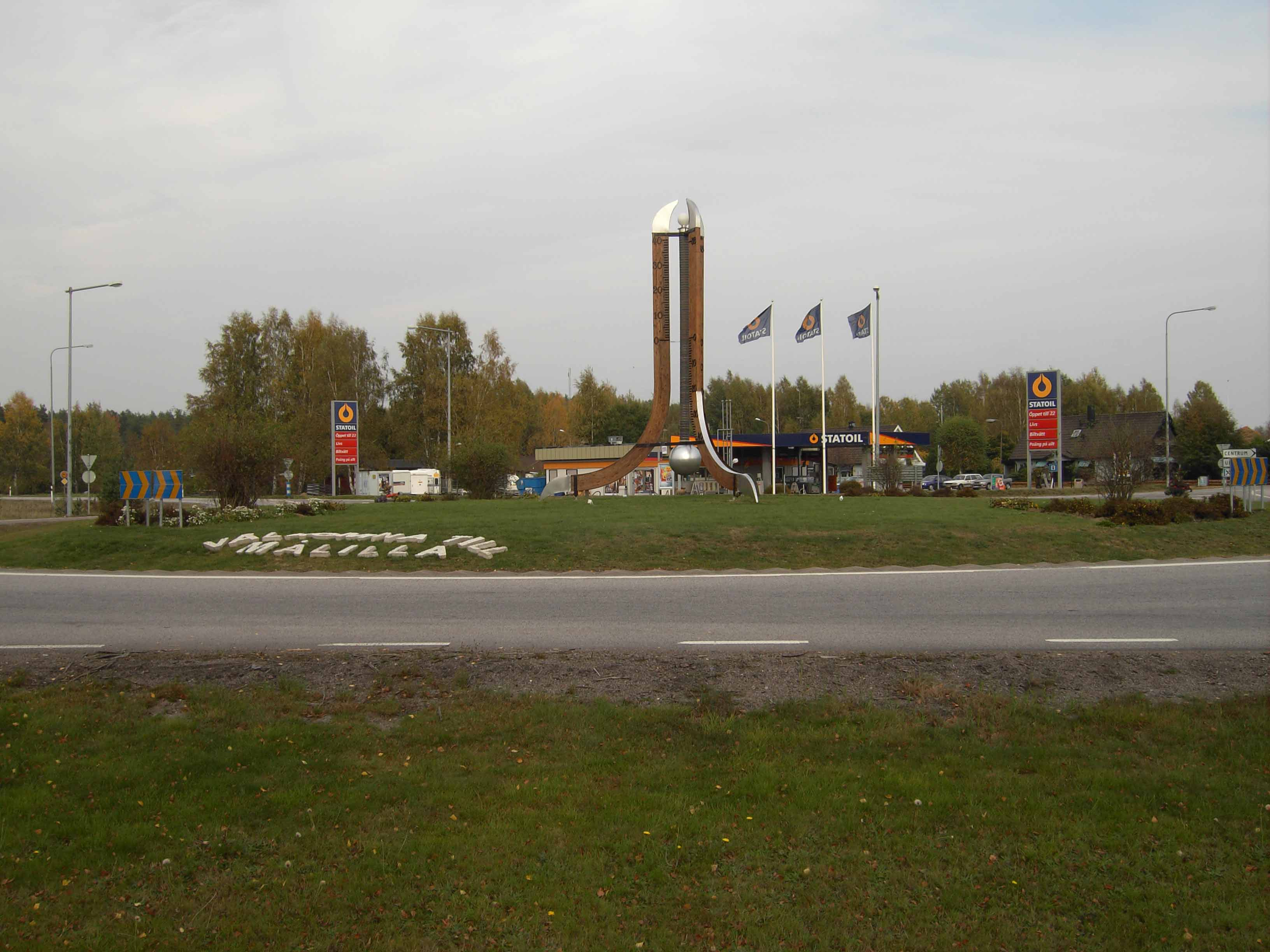
Містечко Молілла
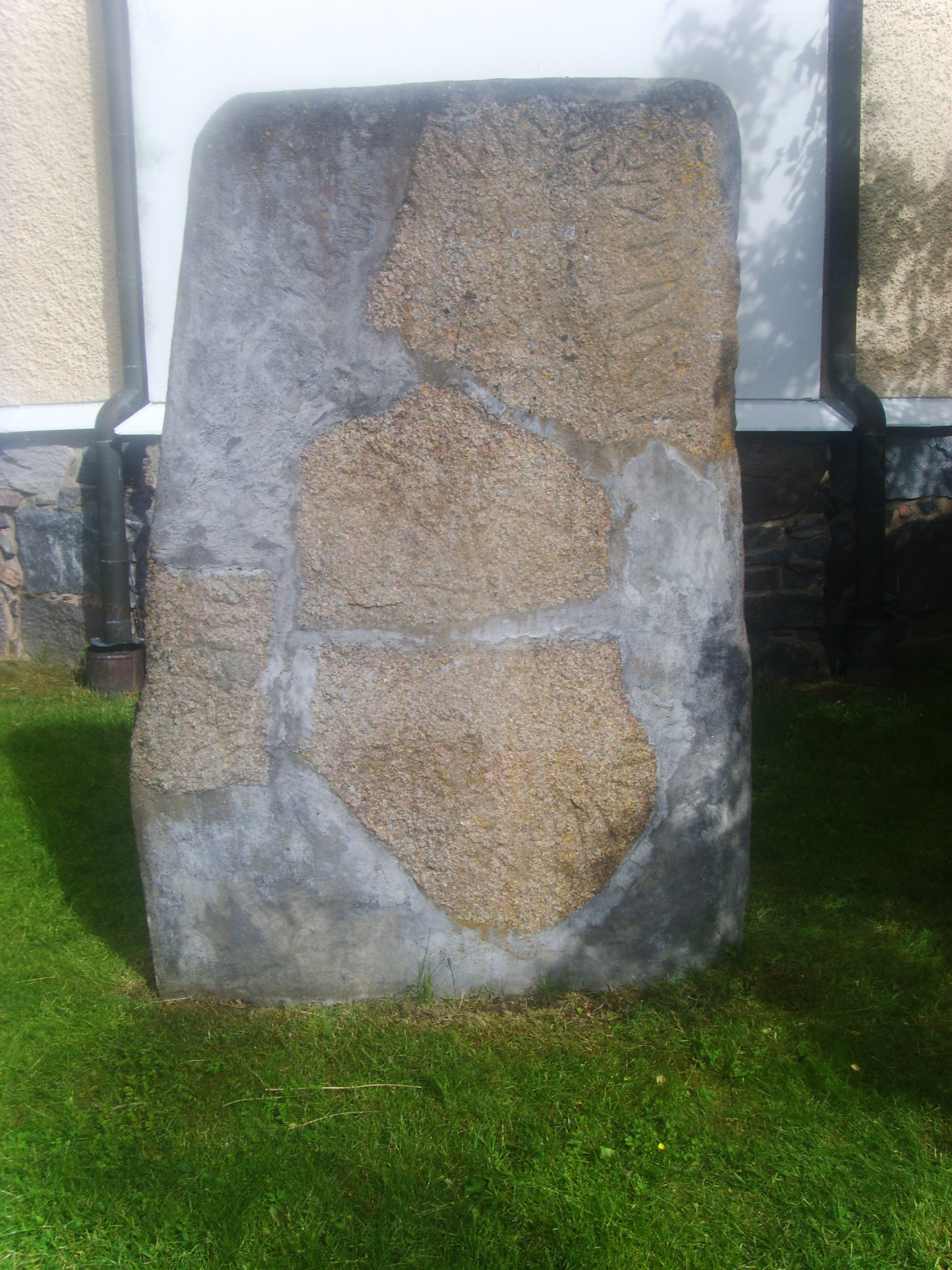
Рунічний камінь (Мерлунда)

## Виноски
1. ↑  Andersson P. Sveriges kommunindelning 1863-1993 — Mjölby: Draking, 1993. — 132 с. — ISBN 978-91-87784-05-7
2. ↑  Folkmangd i riket, lan och kommuner (шв.) . Центральне бюро статистики Швеції. Архів оригіналу за 20 серпня 2013. Процитовано 29 січня 2013.